# Chromatica
Chromatica é o sexto álbum de estúdio da artista musical estadunidense Lady Gaga. O seu lançamento ocorreu em 29 de maio de 2020, através das gravadoras Streamline e Interscope Records. A intérprete supervisionou a produção musical com o seu colaborador de longa data BloodPop e uma variedade de outros produtores, como Max Martin, Rami Yacoub, Axwell, Sebastian Ingrosso e Skrillex. Inclui também colaborações vocais de Blackpink, Ariana Grande e Elton John. A maior parte das gravações do projeto ocorreram no Henson Recording Studios e no estúdio da cantora em Hollywood Hills. 
Realizado como um álbum conceitual, seu lirismo discorre sobre felicidade inabalável e a busca pela cura. Suas músicas abrangem temas inspirados por romances fracassados e lutas por saúde mental na vida privada de Gaga. Sua produção é formada por sintetizadores densos, percussão, grooves e arranjos orquestrais que mesclam melodias abrangentes. Musicalmente derivado do electropop e dance-pop, a obra contém elementos de vários outros gêneros, como eurodance, house e disco, o que traz Gaga de volta às suas raízes eletrônicas, marcando um afastamento do som de seus antecessores Joanne (2016) e A Star Is Born (2018). A estética visual da obra apresentou a musicista adotando uma personalidade inspirada no cyberpunk.
O projeto foi bem recebido pelos críticos musicais especializados; o artesanato e a sua temática foram elogiados, embora a produção house tenha atraído críticas de alguns. Na 63.ª cerimônia dos Grammy Awards foi indicado para Melhor Álbum Vocal de Pop, e "Rain on Me" rendeu a Gaga a sua segunda vitória na categoria Melhor Performance Pop de Grupo/Dupla. Comercialmente, liderou as paradas de mercados musicais como Austrália, Canadá, França, Itália e Reino Unido, classificando-se nas dez primeiras colocações em diversos países, como Alemanha, Japão, Suécia e Suíça. Nos Estados Unidos, debutou na primeira colocação da Billboard 200 com 274 mil unidades adquiridas em sua semana de estreia. 
Quatro singles foram divulgados de Chromatica: "Stupid Love" e "Rain on Me" — os dois primeiros —, constaram nas cinco primeiras posições da parada estadunidense Billboard Hot 100, com o último citado chegando ao topo. Como forma de divulgação do disco, Interscope o anunciou por meio de endossos de produtos e parcerias de TV, embora a campanha de marketing tenha sido afetada negativamente pela pandemia de COVID-19. A cantora também apresentou-se na cerimônia dos MTV Video Music Awards de 2020 e embarcou na The Chromatica Ball (em julho de 2022), a primeira turnê totalmente em estádios de sua carreira, depois de ter sido adiada duas vezes devido à pandemia. O espetáculo foi disponibilizado na HBO/Max como o especial Gaga Chromatica Ball (2024). Um álbum de remixes de Chromatica, intitulado Dawn of Chromatica, com uma série de artistas, foi lançado em 3 de setembro de 2021.

## Antecedentes e lançamento

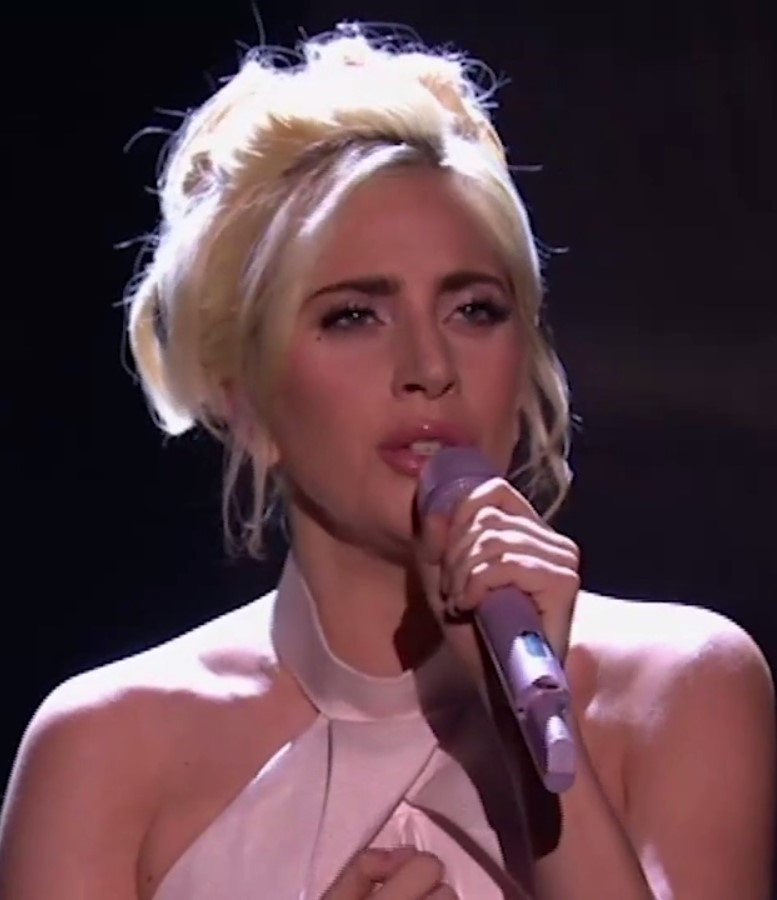
A era Joanne apresentou Gaga (foto de 2016) com uma presença de palco renovada, dando maior ênfase em sua habilidade vocal.

Após o lançamento de Joanne (2016), Gaga embarcou em sua quinta turnê solo, a Joanne World Tour, para promover o álbum ao redor do mundo. Logo após o início da digressão, em agosto de 2017, ela deu uma entrevista à Entertainment Weekly, onde afirmou que já estava trabalhando em seu próximo disco, especificamente no conceito. Ele afirmou que estava escrevendo várias músicas e desenvolvendo ideias, mas queria esperar antes de entrar em detalhes. Pouco depois da conclusão da primeira etapa da turnê, ela revelou que sofria de fibromialgia e isso levou ao cancelamento da etapa europeia de shows, que estava programada para ocorrer entre setembro e outubro daquele ano. Enquanto descansava, a cantora aproveitou para se encontrar em estúdio com o DJ White Shadow, com quem trabalhou em seus álbuns Born This Way (2011) e Artpop (2013). Ao longo de 2018 e início de 2019, ele trabalhou com músicos como SOPHIE, Boys Noize, Justin Tranter e BloodPop. Em 1 de outubro de 2019, Gaga anunciou via Twitter que o álbum seria intitulado Adele, embora a imprensa tenha considerado tal declaração uma piada devido à coincidência com o nome da cantora britânica Adele.
Mais tarde, em 2 de março de 2020, ela confirmou que Chromatica seria de fato o título do álbum e que seria lançado oficialmente em 10 de abril, com um total de dezesseis faixas. Em entrevista à rádio francesa NRJ em 13 de março, ela comentou que o disc teria diversas colaborações com outros artistas e a imprensa especulou que algumas delas poderiam ser com Ariana Grande e Blackpink. No dia 24 daquele mês, foi anunciado que o lançamento seria remarcado para 29 de maio devido à pandemia de COVID-19. Em 22 de abril, Gaga revelou a lista de faixas de Chromatica, onde ela confirmou que Grande e Blackpink estariam presentes, assim como Elton John.

## Desenvolvimento e gravação
Nos primeiros sete meses de 2018, Gaga foi vista em vários estúdios de gravação em Los Angeles e Nova Iorque. As sessões de gravação anteriores foram atribuídas ao trabalho de pós-produção da trilha sonora de A Star Is Born, de Bradley Cooper, um remake do filme de 1937 com o mesmo nome em que ela é a personagem principal. As sessões de gravação posteriores foram atribuídas principalmente à produção adicional para o Chromatica. O produtor BloodPop, que co-produziu todas as músicas da edição padrão do álbum de estúdio anterior da cantora, Joanne (2016), compartilhou em várias plataformas de mídia social que ele e ela estavam gravando na propriedade da cantora em Malibu com o produtor de música eletrônica alemão Boys Noize. O BloodPop continuou a publicar atualizações semelhantes durante todo o período de 2019 e janeiro de 2020, indicando que a produção continuou por quase três anos. Em julho de 2018, a produtora de música eletrônica Sophie confirmou que havia contribuído com o trabalho de produção para o projeto, mas não sabia se sua colaboração faria o corte final.
Em uma entrevista com Zane Lowe, do Beats 1, Gaga afirmou que o álbum seria pop dançante, e que apesar de lidar com temas sombrios, a maioria das músicas tinha uma "vibe positiva", pois ela queria fazer algo que fosse "agradável e dançante", mas ao mesmo tempo com um conceito e significado. Ela também afirmou que grande parte do projeto foi gravado em seu estúdio na Califórnia e que o produtor BloodPop teve que se mudar para a casa dela por alguns meses para poder trabalhar melhor nas ideias. Ela também comentou que, diferente de seus trabalhos anteriores, estava mais aberta em relação aos seus colaboradores, citando como exemplo Max Martin, e com quem Gaga havia se abstido de trabalhar no passado porque queria o controle criativo completo sobre sua música. Ela falou também como sua intuição evoluiu desde a produção de seu último álbum, especialmente seu lado "real" e o "honesto". Gaga também entrou em grandes detalhes sobre como o processo colaborativo de criação do disco a ajudou a superar suas lutas internas:
| “ | Fizemos muitas gravações na minha casa de estúdio. Eu tenho uma casa onde era o velho estúdio de Frank Zappa, tem uma sala de estar, é um grande estúdio, é lindo. E quando eu estava na varanda, do lado de fora da cozinha, Bloodpop subia e ele dizia: 'Ok, vamos lá, já chega de varanda', e eu chorava e dizia: 'Eu estou infeliz, estou triste, estou deprimida', e ele dizia: 'Eu sei, e agora vamos fazer música'. E então eu descia as escadas e escrevia. Este álbum é uma demonstração não apenas de como você pode reformular a maneira como vê o mundo, mas prometo e espero que o amor que estava ao meu redor no processo de criação deste álbum seja algo que as outras pessoas sintam, que eles saibam artisticamente, tipo, você sabe como são os produtores, se um cara está trabalhando em algo ou uma garota está trabalhando em algo, eles não querem que mais ninguém trabalhe nele, eles não querem compartilhar, todo mundo fica arrogante, mas nessa produção não havia nada disso. Esse disco foi repassado para tantas pessoas diferentes, havia tantas interações diferentes dessas músicas porque todos queríamos que fosse perfeita e literalmente ninguém se importava em colocar suas impressões digitais no disco, desde que fosse a coisa mais legal que pudéssemos dar ao mundo e que era significativo, autêntico e completamente eu nele." | ” |

Em uma entrevista à Rolling Stone, BloodPop discutiu que Chromatica começou a ser trabalhado simultaneamente com a trilha sonora de A Star Is Born no início de 2017. O produtor ficou particularmente atraído pela faixa "Stupid Love", mas sentiu que faltava algo, então enviou a demo para Martin. Mais tarde, em novembro, os dois se encontraram na Cidade de Kansas , em um dos camarins da Joanne World Tour, e Martin propôs algumas ideias para a música. No entanto, eles não conseguiram se concentrar totalmente no disco devido à agenda lotada da cantora nos meses seguintes, e foi somente em janeiro de 2019 que as cinco primeiras músicas do projeto foram finalizadas; "Stupid Love", "Alice", "Enigma", "Rain on Me" e "Free Woman". A partir daí, Gaga percebeu que queria que o álbum fosse dance pop, uma ideia que foi apoiada por BloodPop e Burns , que finalmente concordaram que "era hora de o mundo dançar novamente, com uma música que parecesse clássica e familiar, mas nova e fresca". Depois disso, os três começaram a ouvir várias faixas populares de house dos anos 1990, e Gaga proibiu Tom Norris, o mixador do álbum, de usar técnicas e ferramentas como sidechaining para evitar que os sons se tornassem muito modernos. Seguindo o conceito da cantora, Norris comprou um  compresor antigo para dar um efeito vintage em homenagem ao Daft Punk, cujos primeiros trabalhos também foram gravados com compressores de baixo custo.
Quando o álbum já começava a tomar forma, Gaga e BloodPop contataram vários expoentes do EDM como Skrillex, Axwell, Tchami, Madeon, Johannes Klahr e Boys Noize. Especificamente, a cantora e BloodPop pediram a Axwell para retrabalhar "Alice" e "Free Woman", e Axwell, vagando por seus discos, encontrou a demo de "Sine from Above", uma música na qual ele havia trabalhado com Sebastian Ingrosso e Ryan Tedder, que originalmente seria uma colaboração entre Elton John e Daft Punk para o álbum Random Access Memories (2013). Sabendo que Gaga e John são amigos próximos, Axwell enviou a demo para ela e BloodPop, e ambos aprovaram a música, então a cantora contatou John para gravar sua parte; De acordo com Axwell, John gravou seus versos por meio de uma chamada de Skype, pois estava na Austrália para sua turnê de despedida. BloodPop também mencionou à Rolling Stone que "911" foi a última música a ser feita, principalmente porque Gaga insistiu muito em gravá-la. BloodPop trabalhou por três meses na mixagem de Chromatica com Norris e Ben Rice, de janeiro a março de 2020, quando o álbum foi finalmente concluído.

## Composição
Musicalmente, Chromatica é um álbum derivado do electropop e dance-pop, com elementos de gêneros como house e disco, além de interpolações de bubblegum pop, eurodance e new wave. O álbum marca o retorno de Gaga à gêneros relacionados a música eletrônica após o soft rock de A Star Is Born (2018) e do country pop de Joanne (2016), bem como do jazz de Cheek to Cheek (2014). Todas as músicas foram escritas por Gaga e BloodPop, com apoio de vários músicos como Axwell, Johannes Klahr, Justin Tranter, Tchami, Ely Rise, Rami Yacoub e Boys Noize, entre outros. Os principais temas do álbum são feminismo, doença mental, empoderamento e celebração, especialmente de experiências ruins na vida, desde rompimentos até rejeição. A edição padrão é dividida em três segmentos e apresenta um total de treze músicas e três interlúdios. Como Gaga buscou recriar o house autêntico dos anos 1990, o álbum renuncia ao R&B contemporâneo e às tendências de crossover no trap populares na música mainstream daquele período. Ela e a devoção dos produtores a essa visão levaram à imersão total na cultura musical, influenciando tanto sua escolha de tecnologia quanto a técnica de estúdio para garantir a fidelidade. E ao fazer isso, argumenta Stephen Thomas Erlewine, da AllMusic, a artista explora sua sensibilidade de popstar veterana, fazendo pouca tentativa de criar um som moderno.
Chromatica abre com a faixa "Chromatica I", uma seção de cordas que a intérprete descreve como "o começo de uma jornada de cura". Começa então a primeira canção, intitulada "Alice", na qual Gaga se refere à personagem Alice no País das Maravilhas (1865), que está em busca do País das Maravilhas, como uma metáfora para não desistir e buscar a felicidade; embora o tópico também enfatize a doença mental. A canção é fortemente influenciada pela música industrial. O álbum continua com "Stupid Love", uma canção dance pop que diz respeito ao amor, tantos nas relações pessoais quanto relacionado aos fãs. Na etapa anterior registra-se a fuga em busca da necessidade de interdição do real em busca do mundo perfeito. No entanto, essa fase marca o encontro entre ego e sombra, que possui
como exigência traçar a rota para que a jornada obtenha êxito. A quarta faixa é "Rain on Me", uma colaboração dance-pop com Ariana Grande influenciada pela disco music e house music que fala sobre "celebrar todas as lágrimas" ao fazer referência aos traumas que podem ser vivenciados ao longo da vida. Gaga também mencionou que é uma metáfora para o consumo de álcool, já que ela geralmente recorria a ele para superar seus problemas.
A obra continua com "Free Woman", que fala sobre a força e a independência de uma mulher em 2020. A música pertence ao gênero eurodance e é influenciada pelo acid house. Essa mesma tendência continua com a próxima canção, "Fun Tonight", que surge a reflexão sobre a relação da cantora com a depressão e um relacionamento que se baseava em apenas viver os momentos de fama ela poderia proporcionar, traduz sua vida em que não se sentia feliz. A segunda parte do projeto continua com "Chromatica II", outra introdução, que sucede "911", uma canção techno, cujo título é uma analogia com o número de emergência dos EUA, significando o pedido de ajuda para com ela mesma. Fala sobre o seu consumo de medicamentos neurolépticos. O disco continua com "Plastic Doll", onde Gaga relata como ela é objetificada pela indústria e é forçada a fazer coisas ou ser diferente de si mesma, em referência a sentir-se uma boneca. A canção, pertencente ao gênero eurodance.
Chromatica segue com "Sour Candy", uma colaboração dance-pop com o grupo feminino Blackpink que traz influências de electropop, bubblegum pop e house. Em seu lirismo, Gaga demonstra a confiança que desenvolveu quanto ao controle das emoções pelo fato de
sentir amada. Expressa nessa música o resgate da autoestima e ao invés da luta entre o ego. Pactua e estabelece um pacto com as diferentes dimensões da psique e dos conteúdos que povoam o inconsciente coletivo e pessoal. A faixa tem versos em inglês e coreano. A próxima canção é "Enigma", pertencente ao gênero electropop com elementos de disco, que fala sobre o desejo da intérprete de "ser misteriosa" em um relacionamento. A segunda parte do álbum fecha com "Replay", uma canção electropop com influências nu-disco, onde ela fala sobre seus erros do passado e como às vezes os comete novamente. A terceira e última parte de Chromatica começa com "Chromatica III", o interlúdio mais curto, que continua com "Sine from Above", um eletropop em colaboração com Elton John, que fala sobre o poder de cura que tem a música. O álbum continua com "1000 Doves", uma canção house, que trata sobre o amor da artista por seus fãs. Por fim, o projeto fecha com "Babylon", uma canção disco com elementos de hi-NRG, que discorre sobre como rumores sobre sua vida fizeram a cantora se sentir envergonhada em alguns momentos de sua carreira.

## Título, capa e temática
De acordo com Gaga, Chromatica é um local fictício em sua mente onde todos os sons e cores são misturados, semelhante à sinestesia. O título foi sugerido pelo produtor executivo do álbum, BloodPop, e originou-se das definições de escala cromática e harmonia cromática. Para ela, Chromatica celebra a inclusão e a vida, e é por isso que o conceito visual do álbum abrange todas as cores da escala cromática. Da mesma forma, o conceito musical é desenvolvido com base na harmonia cromática, da qual nascem todos os sons existentes. No videoclipe da música "Stupid Love", Chromatica é tratado como o nome do planeta distópico onde ocorre a guerra entre as tribos. Cada tribo tem seu nome, símbolo e cor; A cor rosa é atribuída aos Kindness Punks (a tribo à qual Gaga pertence no mundo fictício), azul aos Freedom Fighters, preto aos Junkyard Scavengers, vermelho aos Government Officials, verde aos Eco Warriors e amarelo aos Cyber Kids. A cantora detalhou:
O símbolo do Chromatica tem uma onda no centro, que é o símbolo matemático do som e é de onde vêm todos os sons. Para mim, esse som foi o que me curou na vida, e fazer esse álbum me curou novamente, e é disso que o título realmente se trata. É sobre cura e coragem, quando falamos de amor acho importante ressaltar que é preciso muita coragem para amar alguém [...] Sim, é sobre inclusão, mas também é uma forma de pensar. Estamos incluindo todas as cores, todas as pessoas, mais do que poderíamos imaginar. Acho que estamos operando em um nível completamente rudimentar, onde classificamos tudo em cores muito simplificadas, quando na verdade somos uma variedade extrema que deriva de tudo, como genética e epigenética [...] Chromatica é uma parte da minha mente, que de certa forma, é minha maneira de me expressar, tanto literal quanto abstratamente. Fazer e lançar música é minha perspectiva de vida e também o maior presente que posso oferecer ao mundo.
Em uma entrevista à estação de rádio francesa NRJ em 13 de março, Gaga afirmou que o álbum, de modo geral, buscava promover a gentileza entre as pessoas e encorajá-las a serem elas mesmas. Mais tarde, ela disse à revista Paper que as boas vibrações do projeto eram devidas à sua busca por "dançar através da dor" causada por suas experiências ruins, especialmente sua fibromialgia. Isso foi posteriormente reiterado durante uma entrevista com Zane Lowe, da Apple Music, onde ela também expressou que se concentraria no dance pop, após sua abstinência desse gênero desde Artpop (2013). Em uma entrevista ao TV Groove, ela mencionou que "se forçou a voltar ao pop" e que o próprio álbum era um "lembrete de seu amor pela música eletrônica". Da mesma forma, ela sustentou que o conceito geral também tinha um foco social, mencionando que "é inspirado pelo fato de que cada pessoa é diferente, antes de tudo na cor. Simplesmente raça e religião. As pessoas não são diferentes apenas em termos de individualidade, identidade de gênero e sexualidade, também somos muito coloridas de várias maneiras e também em termos de música, em uma oitava. Há uma escala cromática, o que significa que os sons sobem em passos de semitom, então os sons na música são muito próximos uns dos outros. Achei que seria interessante pensar nisso como um relacionamento muito próximo, o que significa que somos muito diferentes uns dos outros, mas muito próximos em muitos aspectos, e há muitos conflitos com o mundo. Havia muitas coisas negativas; ódio, guerra ou doença, e nos perguntamos como poderíamos nos curar e como poderíamos sobreviver. Acredito que a compaixão nos liberta e que a compaixão nunca falha".
A Interscope atribuiu ao fotógrafo veterano Norbert Schoerner a responsabilidade de fotografar a capa de Chromatica. Uma pequena equipe de artistas independentes assumiu o design sob a supervisão do colaborador de longa data de Gaga, Nicola Formichetti, que supervisionou a direção artística da sessão de fotos. O designer espanhol Cecilio Castrillo forneceu aos produtores a maioria das peças do figurino. A capa de Chromatica, lançada para a imprensa no início de abril de 2020, mostra a cantora fantasiada com cabelo rosa choque, um macacão metálico cravejado e com pontas, botas plataforma enfeitadas, garras soldadas e uma manga biônica com pontas em seu braço esquerdo. Ela é vista presa em uma grande grade de metal iluminada por luz neon rosa brilhante, sob uma enorme onda senoidal de metal. A cantora explicou que a onda senoidal não é apenas o símbolo do planeta Chromatica, mas o símbolo matemático do som, o que expressa como fazer música é terapêutico para ela. O tratamento da capa e a sensibilidade cyberpunk da arte levaram os jornalistas a comparações com a mídia de ficção científica, como Mad Max, Mortal Kombat, e a franquia Alien.

## Promoção

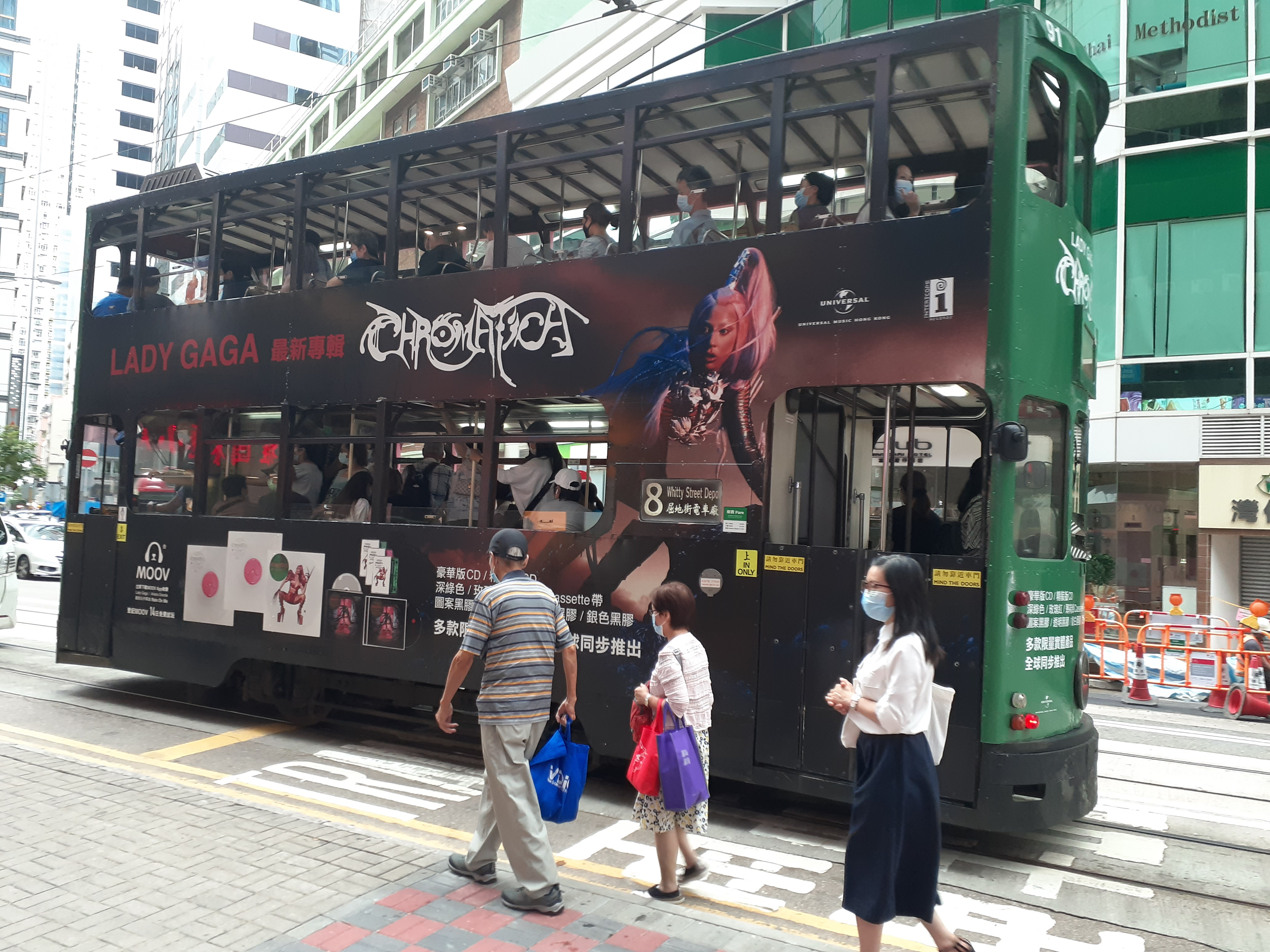
Propaganda do álbum em um bonde em Hong Kong.

Em 26 e 28 de maio de 2020, Gaga e Grande apareceram em vídeos simulados de atualização do clima em parceria com o The Weather Channel, para promoverem seu dueto, "Rain on Me". Juntando-se à Adobe e ao Live Nation Entertainment, a artista anunciou duas competições online valendo um grande prêmio em dinheiro de 10 mil dólares para o participante que projetasse e criasse um pôster inspirado na música, usando aplicativos criativos da Adobe. Em agosto, Gaga apresentou um programa de rádio semanal na Apple Music, chamado Gaga Radio, no qual ela falou sobre suas inspirações para o álbum e apresentou remixs exclusivos de DJs em cada edição. Seus convidados incluíam BloodPop, Burns, Elton John, Blackpink e Tchami, com alguns "superfãs" sendo incluídos para ligações rápidas de FaceTime durante o episódio final. Em 28 de agosto de 2020, um remix de "Free Woman" de Honey Dijon foi lançado para celebrar o último episódio da Gaga Radio. Em 17 de setembro, apresentou uma versão ao piano de "Sine from Above" na campanha da nova fragrância da empresa Valentino, "Voce Viva". Em dezembro, a Oreo lançou uma linha colaborativa de biscoitos de cor rosa com relevos inspirados em Chromatica. Em abril de 2021, ela fez parceria com a marca de champanhe Dom Pérignon e apareceu em um anúncio filmado por Nick Knight, que incluía trechos de "Free Woman".
Gaga fez sua primeira apresentação ao vivo para divulgar o álbum em 30 de agosto de 2020, nos MTV Video Music Awards daquele ano, realizado na cidade de Nova Iorque. Na apresentação, ela iniciou em um pequeno cenário onde fingiu assistir a cerimônias anteriores do prêmio enquanto "Enigma" e "Chromatica II" tocavam. Ela então canta "911" e logo depois Ariana Grande se junta a ela e ambas executam "Rain on Me". Por fim, Gaga toca uma versão ao piano de "Stupid Love" e finaliza com a versão dançante da música. Durante toda a performance, a cantora utilizou máscara facial, em respeito às recomendações sanitárias da Organização Mundial da Saúde (OMS). Vários meios de comunicação elogiaram a apresentação e os figurinos dela, especialmente suas máscaras, que foram destacadas como um dos melhores momentos do evento.
Em 5 de março, Gaga anunciou através de suas redes sociais a turnê do álbum, que seria intitulada The Chromatica Ball, e o primeiro comunicado incluía seis datas por cidades como Londres, Boston, Toronto e Nova Iorque. Como compensação aos seus fãs que não puderam vê-la na Joanne World Tour devido ao seu cancelamento forçado, a turnê estava programada para começar em París, França, em 24 de julho de 2020. No entanto, um mês antes do início, ela anunciou que todos os shows seriam adiados para 2021 devido à pandemia de COVID-19 e com isso, a digressão começaria oficialmente em 25 de julho de 2021, ainda em Paris; Porém, próximo à nova data de início, ele foi novamente adiado para 2022 devido às restrições que ainda existiam por conta da pandemia. Finalmente começou em 17 de julho de 2022 em Düsseldorf, Alemanha, e o show recebeu aclamação da crítica especializada, elogiando aspectos como a encenação, a coesão e a performance geral da cantora. A produção da turnê contou com um cenário inspirado na arquitetura brutalista, além de figurinos baseados em uma estética mais sombria semelhante à da The Monster Ball Tour. Com um total de 22 concertos oferecidos e mais de 800 mil bilhetes vendidos, conseguiu uma arrecadação superior a 112 milhões de dólares. Gaga dirigiu e produziu um especial de televisão, Gaga Chromatica Ball, lançado pela HBO Max em maio de 2024.

### Singles

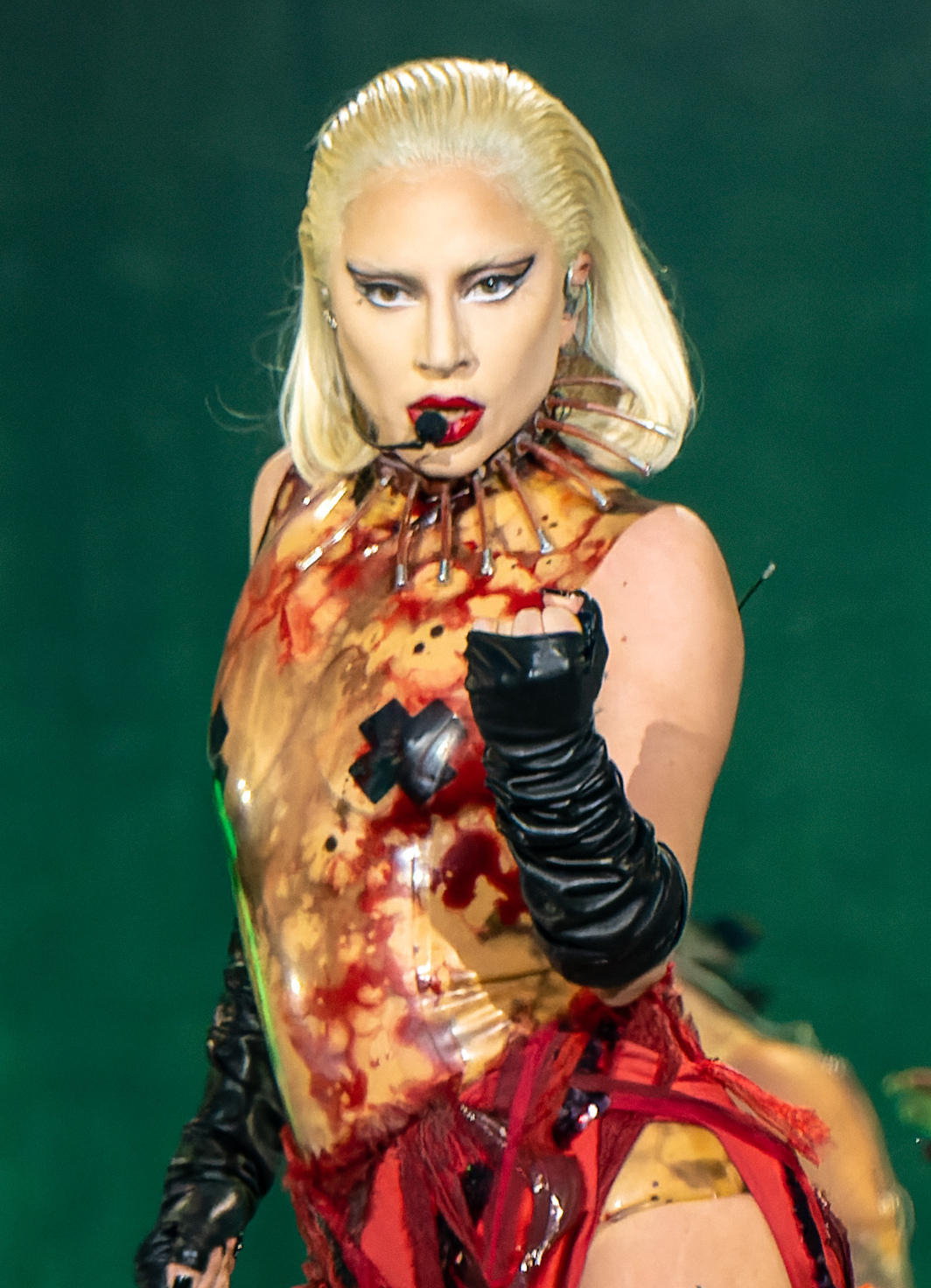
Gaga se apresentando na turnê The Chromatica Ball em julho de 2022.

"Stupid Love" foi lançado como o primeiro single do álbum em 28 de fevereiro de 2020. Recebeu resposta positiva dos críticos de música, que a compararam favoravelmente aos trabalhos anteriores da cantora. Comercialmente, listou-se entre as cinco melhores posições na tabela estadunidense Billboard Hot 100. O videoclipe da música foi dirigido por Daniel Askill e foi lançado no mesmo dia que o single. No entanto, em outros mercados importantes, como França, Alemanha e Espanha, passou despercebida e ficou longe das posições que os primeiros singles de Gaga costumava ocupar.
À meia-noite de 22 de maio de 2020, "Rain On Me" foi lançado como o segunda música de trabalho do disco. Recebeu elogios da crítica especializada pelas habilidades vocais de Gaga e Grande, e por sua natureza edificante. O videoclipe correspondente foi dirigido pelo cineasta Robert Rodriguez, e foi lançado na tarde do mesmo dia. A música se tornou um sucesso depois de alcançar o topo da parada de países como Canadá, Irlanda e Reino Unido, listando-se também entre as dez melhores em países como Alemanha , Austrália, Finlândia, Itália, Noruega, Nova Zelândia, Países Baixos, Suíça, entre outros. Especificamente, nos Estados Unidos, "Rain on Me" stabeleceu uma série de recordes, incluindo a primeira colaboração feminina a estrear diretamente no topo da Billboard Hot 100. Nesse país, tornou-se a quinta música de Gaga no posto e a quarta de Grande.
"911" foi lançada oficialmente como o terceiro single do álbum em 25 de setembro de 2020 nas rádios da Itália. O anúncio de que a canção iria ser single foi feita pelo produtor Madeon em 11 de setembro para o MDM Electro, mais tarde, em um entrevista concedida para Billboard, Gaga revelou ter gravado um videoclipe para a canção em agosto. Dirigido por Tarsem Singh, o vídeo mostra a cantora revivendo os eventos de um acidente por meio de sonhos com múltiplas referências culturais. Críticos e fãs da artista elogiaram o clipe por ser dramático, colorido e extravagante.

## Recepção

### Críticas profissionais
| Críticas profissionais | Críticas profissionais |
| Pontuações agregadas   | Pontuações agregadas   |
| Fonte                  | Avaliação              |
| ---------------------- | ---------------------- |
| Metacritic             | 79/100                 |
| Avaliações da crítica  |                        |
| Fonte                  | Avaliação              |
| Allmusic               | [ 24 ]                 |
| Attitude               | 8 / 10                 |
| Entertainment Weekly   | A-                     |
| Evening Standard       | [ 102 ]                |
| NME                    | [ 20 ]                 |
| Rolling Stone          | [ 103 ]                |
| The A.V. Club          | B                      |
| The Guardian           | [ 104 ]                |
| The Independent        | [ 30 ]                 |
| The Times              | [ 105 ]                |
| Us Weekly              | [ 106 ]                |

Em termos gerais, o Chromatica foi aclamado por profissionais especializados. No agregador de resenhas Metacritic, que estabelece uma média de até cem pontos com base nas avaliações dos críticos musicais, o álbum obteve 79 pontos de aprovação, que foram baseados em 22 resenhas recolhidas, o que indica "análises geralmente positivas". Leah Greenblatt, da Entertainment Weekly, classificou-o como A- e descreveu-o como "uma tempestade de geada ousada que representa uma fuga da tristeza, do mal e do comum, transmitida à velocidade da luz". Will Hodgkinson, do jornal The Times, classificou-o com 4 de 5 estrelas e afirmou que "Gaga oferece músicas cheias de ganchos, melodia e vitalidade". Chuck Arnold, do The New York Post, comentou que o "dance futurista de Chromatica leva você para aquele lugar na sua galáxia mental onde as boates ainda operam em quarentena". A revista Attitude classificou-o com nota 8 de 10 e notou que este "é um álbum que consegue combinar uma nova evolução artística com um retorno agradável aos fãs ao que Gaga faz de melhor, e depois de suavizar sua imagem pública nos últimos anos, Chromatica prova que a Gaga que é uma estrela pop ainda está no seu melhor". Annie Zaleski, da publicação britânica Time, descreve: "Chromatica é, de várias maneiras, ideal para tocar em locais públicos, como boates e festas, pois a música celebra o poder de se sentir vulnerável com outras pessoas. A profunda conexão emocional da cantora com o disco, assim como seu compromisso e gentileza, fazem dele uma experiência auditiva ainda mais rica em qualquer condição. Considere Chromatica a trilha sonora das festas mais épicas de 2020".
Da mesma forma, Alexandra Pollard, do The Independent, o entregou 4 estrelas de 5 e sustentou que os vocais da intérprete estão "mais ricos e estridentes do que nunca, e quanto mais desesperada a letra, mais as melodias florescem", acrescentando que "Chromatica é extravagante e às vezes pretensioso, mas certamente se revelará ao longo do tempo". Patrick Gomez, do The A.V. Club, considera que "enigmático é uma palavra que descreve Gaga muito bem, suas decisões podem ser confusas, e nem todas as músicas no álbum são boas, mas surpreendentemente é isso que faz dela emocionante e nos deixa querendo mais, por isso, embora ela ainda não saiba quem ela é, ainda é agradável vê-la descobrir". Kory Grow, da revista Rolling Stone, entregou 4 de 5 estrelas e comentou que, "em Chromatica, Gaga revela todas as facetas que fizeram as pessoas se apaixonarem por ela em primeira instância: ela é romântica, excessivamente teatral, verdadeira, focada, paqueradora e, acima de tudo, uma mulher que precisa se curar após ter sido ferida tantas vezes. Seu objetivo pode continuar sendo apenas dançar, mas agora ela parece mais transparente e mais humana do que durante The Fame Monster (2009)". Lauren Álvarez, da Forbes, notou que "o disco não é apenas cheio de uma mistura perfeita de ritmos dance cativantes e dramáticos, também mostra a vulnerabilidade de Gaga sem filtros. O álbum em si é coeso e marcado por fortes confissões sobre saúde mental e auto-estima. O valor em suas letras, o esforço para alcançar a perfeição com tons de eletropop e a transição entre as músicas fazem dele o álbum pop mais sólido do ano; Gaga não apenas revisita seu começo como artista, mas também lembra aos fãs de música pop quanta vulnerabilidade e realidade o gênero carece, algo que é muito difícil para um artista pop alcançar hoje".
Em uma análise para à Evening Standard, David Smyth premiou a obra com 4 de 5 estrelas e afirmou que "na ausência de boates, Chromatica traz a pista de dança para você. As únicas pausas para respirar são três breves interlúdios orquestrais. Fora isso, as batidas de house são implacáveis, os sons eletrônicos são orgulhosamente maximalistas, e Gaga percorre todo o caminho com sua ampla gama vocal para invocar divas dos anos 90 em músicas como o hino poderoso 'Free Woman' e o efervescente colaboração com Blackpink, 'Sour Candy'. Embora Ariana Grande e Elton John também estejam presentes, este é o show de Gaga". Evan Sawdey, do portal PopMatters, definiu: "Chromatica é o álbum mais vívido e consistente que a artista fez desde Born This Way (2011), aproveitando todas as coisas boas de seu início no dance pop e dando um toque novo". Michael Cragg, do jornal britânico The Guardian emitiu 4 de 5 estrelas e elogiou a profundidade dos temas tratados nas canções, dizendo que "Chromatica explora o que é profundo sem terminar a festa". Da mesma forma, Hannah MyIrea, da revista NME, deu a ela 4 estrelas de 5 e comentou que, "em Chromatica, Gaga está totalmente comprometida em fazer um álbum pop puro, o disco é cheio de refrões cativantes e produção brilhante, mas vai muito além disso. Você certamente percebe que o álbum é sobre se curar e ser corajoso. Com melodias inspiradoras e letras esperançosas, Chromatica é uma celebração e ela é muito boa nisso".

### Reconhecimento
Na 63.ª cerimônia dos Grammy Awards, Chromatica foi indicado ao prêmio de Melhor Álbum Vocal de Pop, marcando a quarta indicação de Gaga nessa categoria. Já "Rain on Me" a rendeu a sua segunda vitória em Melhor Performance Pop de Grupo/Dupla. A revista  Billboard incluiu-o em sua lista dos cinquenta melhores álbuns de 2020 na quinta posição, onde o descreveram como seu "trabalho mais pessoal e focado". O portal Consequence of Sound e a revista  Rolling Stone, ao reunir os cinquenta melhores do ano, o posicionaram nas posições oito e onze, respectivamente, com a essa última publicação escrevendo que "a jornada abrangente do álbum abrange temas de luta, resiliência e cura, uma mensagem que todos precisávamos ouvir em 2020". Outros meios de comunicação que também o incluíram nas suas compilações dos melhores do período foram Allmusic, Crack Magazine e The Guardian.

## Alinhamento de faixas
| N.º            | Título                             | Compositor(es) | Produtor(es)                                              | Duração |  |
| 1.             | "Chromatica I"                     | Stefani Germanotta Morgan Kibby | Lady Gaga White Sea                                       | 1:00    |  |
| 2.             | "Alice"                            | S. Germanotta Michael Tucker Axel Hedfors Justin Tranter Johannes Klahr                                                                | BloodPop Axwell Klahr Rice [a]                            | 2:57    |  |
| 3.             | "Stupid Love"                      | S. Germanotta Max Martin Martin Bresso Michael Tucker Ely Weisfeld                                                                     | BloodPop Tchami Martin [b] Rice [c]                       | 3:13    |  |
| 4.             | "Rain on Me" (com Ariana Grande)   | S. Germanotta Ariana Grande Rami Yacoub Michael Tucker Matthew Burns Nija Charles Martin Bresso Alexander Ridha                        | BloodPop Burns Tchami [b] Rice [c]                        | 3:02    |  |
| 5.             | "Free Woman"                       | S. Germanotta M. Tucker Axel Hedfors J. Klahr                                                                                          | BloodPop Axwell Klahr Rice [a]                            | 3:11    |  |
| 6.             | "Fun Tonight"                      | S. Germanotta M. Tucker M. Burns R. Yacoub                                                                                             | BloodPop M. Burns B. Rice                                 | 2:53    |  |
| 7.             | "Chromatica II"                    | S. Germanotta Morgan Kibby | Lady Gaga White Sea                                       | 0:41    |  |
| 8.             | "911"                              | S. Germanotta M. Tucker Larry Vital Hugo Leclercq J. Tranter                                                                           | BloodPop Madeon B. Rice                                   | 2:52    |  |
| 9.             | "Plastic Doll"                     | S. Germanotta M. Tucker Jacob Hindlin R. Yacoub Sonny Moore                                                                            | BloodPop Skrillex B. Rice                                 | 3:41    |  |
| 10.            | "Sour Candy" (com Blackpink)       | S. Germanotta M. Tucker M. Burns R. Yacoub Madison Love Hong Jun Park                                                                  | BloodPop M. Burns B. Rice                                 | 2:37    |  |
| 11.            | "Enigma"                           | S. Germanotta M. Tucker J. Hindlin M. Burns                                                                                            | BloodPop M. Burns B. Rice                                 | 2:59    |  |
| 12.            | "Replay"                           | S. Germanotta M. Burns M. Tucker | M. Burns B. Rice                                          | 3:06    |  |
| 13.            | "Chromatica III"                   | S. Germanotta Morgan Kibby | Lady Gaga White Sea                                       | 0:27    |  |
| 14.            | "Sine from Above" (com Elton John) | S. Germanotta Elton John M. Tucker Rami Yacoub B. Rice A. Hedfors J. Klahr Ryan Tedder Sebastian Ingrosso Vincent Ponte Salem Al Fakir | BloodPop Axwell M. Burns J. Klahr Liohn R. Yacoub B. Rice | 4:04    |  |
| 15.            | "1000 Doves"                       | S. Germanotta M. Tucker R. Yacoub M. Besso                                                                                             | BloodPop M. Burns B. Rice                                 | 3:35    |  |
| 16.            | "Babylon"                          | S. Germanotta M. Tucker M. Burns | BloodPop M. Burns Tchami B. Rice                          | 2:41    |  |
| Duração total: | Duração total:                     | Duração total: | Duração total:                                            | 49:59   |  |

| Faixas bônus da Target |                                        |                                          |                                     |         |  |
| N.º                    | Título                                 | Compositor(es)                           | Produtor(es)                        | Duração |  |
| 17.                    | "Love Me Right"                        | Stefani Germanotta Desconhecido [d]      | BloodPop Burns                      | 2:51    |  |
| 18.                    | "1000 Doves" (Piano Demo)              | Stefani Germanotta Desconhecido [d]      | Desconhecido [d]                    |         |  |
| 19.                    | "Stupid Love" (Vitaclub Warehouse Mix) | Germanotta Tucker Martin Bresso Weisfeld | BloodPop Tchami Martin [a] Rice [c] | 3:41    |  |
| Duração total:         | Duração total:                         | Duração total:                           | Duração total:                      | 52:20   |  |

| Faixas bônus da versão deluxe japonesa |                             |                                          |                                     |         |  |
| N.º                                    | Título                      | Compositor(es)                           | Produtor(es)                        | Duração |  |
| 20.                                    | "Stupid Love" (Ellis Remix) | Germanotta Tucker Martin Bresso Weisfeld | BloodPop Tchami Martin [a] Rice [c] | 4:11    |  |
| Duração total:                         | Duração total:              | Duração total:                           | Duração total:                      | 56:31   |  |

Notas
 ↑ [a]  significa um co-produtor.

 ↑ [b]  significa um produtor adicional.

 ↑ [c]  significa um produtor vocal.

 ↑ [d]  Não há créditos conhecidos para as três (quatro) faixas bônus na International Deluxe Edition (Japanese Deluxe Edition), pois o livreto do álbum não contém a letra nem os créditos das faixas bônus.

## Desempenho comercial
Nos Estados Unidos, Chromatica estreou no topo das paradas Billboard 200 e Top Dance/Electronic Albums, registrando 274 mil unidades equivalentes a venda de álbuns na primeira semana (incluindo 205 mil vendas puras). Naquele momento, esse tornou-se o valor mais alto para um disco de uma artista feminina em uma semana de lançamento em 2020. Desse montante, 75% da soma total eram compras puras, impulsionadas por um desempenho robusto no varejo. As 65 mil unidades restantes eram streams equivalentes a venda de discos, denotando 87,16 milhões de streams sob demanda de faixas individuais. Isso deu a Gaga seu sexto lançamento consecutivo no topo da Billboard 200, tornando-a a oitava mulher a colocar seis projetos no topo da tabela e, em nove anos e dois dias, o tempo mais rápido em que uma artista feminina em carreira solo colocou seis discos nesse posto. A segunda semana viu o desempenho de vendas caírem 77%, fazendo com que o disco descesse para o segundo lugar. Nesse período, movimentou 64 mil unidades equivalentes a vendas, enquanto na terceira semana, permaneceu no número dois com 44 mil unidades.
Foram relatadas compras de 400 mil réplicas da obra no país após um mês. Depois de ser lançado em vinil, em 25 de junho de 2021, Chromatica voltou à Billboard 200 ocupando a posição 59 e liderou a parada segmentada Vinyl Albums. Até julho, 76 mil cópias nesse formato já haviam sido adquiridas. Em todos os formatos, foram registradas mais de 1 milhão e 132 mil compras da obra em solo estadunidense até janeiro de 2022, e, mais tarde, recebeu um certificado de platina emitido pela Recording Industry Association of America (RIAA). Permaneceu por um total de 41 edições na Billboard 200. No Canadá, Gaga obteve seu quarto álbum no posto máximo e, como reconhecimento ao consumo de 80  mil unidades, foi certificado como platina pela Music Canada. Encerrou como o trigésimo quarto disco de maior sucesso na tabela em 2020. Por outro lado, recebeu mais de 7 milhões e 600 mil reproduções só entre os usuários do Spotify no Brasil. Com isso, Chromatica superou Bang! (2015), de Anitta (4 milhões e 300 mil) e converteu-se no disco de uma artista feminina com mais streams em terras brasileiras durante seu primeiro dia de disponibilidade.
Bem recebido na Europa, Chromatica comercializou cerca de 40 mil réplicas no Reino Unido com apenas três dias de liberação. De acordo com os dados da Official Charts Company, essa cifra foi superior as vendas que os vinte primeiros colocados daquela atualização obtiveram no meio da semana. Após completar uma semana inteira de lançamento, tornou-se o quarto trabalho de Gaga a liderar a UK Albums Chart, vendendo 52 mil e 907 unidades, a cifra mais alta naquele ano até Kylie Minogue lançar Disco. As compras físicas constituíram a maior parte da soma, com outras 8 mil e 500 unidades compreendendo vinis, o que o tornava o mais adquirido do ano até então nesse formato. Em sua segunda semana, Chromatica permaneceu em primeiro lugar na UK Albums Chart, com 12 mil e 819 vendas. Encerrou o ano como o mais adquirido em cassete, o 22º álbum mais consumido (em todos os formatos) e entre os cinco mais comprados do período por artistas femininas. Na Irlanda, também estreou em primeiro lugar e vendeu mais que o restante dos cinco primeiros colocados naquela semana, dando a Gaga seu quarto álbum no posto. Na França, se tornou o terceiro da artista a liderar, tornando-a a terceira cantora internacional a atingir esse número, depois de Madonna e Céline Dion. Também foi certificado como ouro, pela Syndicat National de l'Édition Phonographique (SNEP), por 50 mil unidades comercializadas. Nos Países Baixos, Chromatica se tornou o primeiro projeto de sua intérprete a alcançar o cume, enquanto na Itália foi o segundo depois de Born This Way (2011), onde recebeu certificado de ouro por 25 mil vendas. O projeto culminou ainda nas tabelas musicais de outras partes do continente, como Escócia, Finlândia, Estônia, Lituânia, Portugal e Suíça. Na Austrália e na Nova Zelândia, nações da Oceania, Chromatica estreou em primeiro lugar em suas respectivas paradas e se tornou o quarto projeto de Gaga a chegar ao posto em ambos os territórios. No Japão, chegou até a terceira posição, enquanto em Taiwan alcançou a primeira.
| País — Tabela musical (2020—21)               | Posição de pico |
| --------------------------------------------- | --------------- |
| Alemanha (GfK Entertainment Charts)           | 3               |
| Argentina (CAPIF)                             | 2               |
| Austrália (ARIA Charts)                       | 1               |
| Áustria (Ö3 Austria Top 40)                   | 1               |
| Bélgica (Ultratop 50 de Flandres)             | 3               |
| Bélgica (Ultratop 40 de Valônia)              | 2               |
| Canadá (Canadian Albums Chart)                | 1               |
| Croácia (HDU)                                 | 1               |
| Dinamarca (Hitlisten)                         | 4               |
| Escócia (OCC)                                 | 1               |
| Eslováquia (IFPI Slovenská Republika)         | 2               |
| Espanha (PROMUSICAE)                          | 2               |
| Estados Unidos (Billboard 200)                | 1               |
| Estados Unidos (Top Dance/Electronic Albums)  | 1               |
| Estados Unidos (Vinyl Albums)                 | 1               |
| Estônia (Eesti Ekspress)                      | 1               |
| França (SNEP)                                 | 1               |
| Finlândia (IFPI Finlândia)                    | 1               |
| Grécia (IFPI Grécia)                          | 1               |
| Hungria (MAHASZ)                              | 4               |
| Irlanda (OCC)                                 | 1               |
| Islândia (Tónlistinn)                         | 1               |
| Itália (FIMI)                                 | 1               |
| Japão (Oricon)                                | 3               |
| Japão (Billboard Japan)                       | 3               |
| Lituânia (AGATA)                              | 1               |
| México (AMPROFON)                             | 1               |
| Noruega (VG-lista)                            | 3               |
| Nova Zelândia (Recorded Music NZ)             | 1               |
| Países Baixos (Dutch Charts)                  | 1               |
| Polônia (ZPAV)                                | 9               |
| Portugal (AFP)                                | 1               |
| Reino Unido (UK Albums Chart)                 | 1               |
| República Checa (IFPI Česká Republika)        | 1               |
| Suécia (Sverigetopplistan)                    | 2               |
| Suíça (Schweizer Hitparade)                   | 1               |
| Taiwan (Taiwanese International Albums Chart) | 1               |

| País — Tabela musical (2020)                 | Posição |
| -------------------------------------------- | ------- |
| Alemanha (GfK Entertainment Charts)          | 74      |
| Austrália (ARIA Charts)                      | 22      |
| Áustria (Ö3 Austria Top 40)                  | 67      |
| Bélgica (Ultratop 50 de Flandres)            | 48      |
| Bélgica (Ultratop de Valônia)                | 41      |
| Canadá (Canadian Albums Chart)               | 34      |
| Croácia (HDU)                                | 10      |
| Espanha (PROMUSICAE)                         | 32      |
| Estados Unidos (Billboard 200)               | 50      |
| Estados Unidos (Top Dance/Electronic Albums) | 1       |
| Irlanda (IRMA)                               | 44      |
| Nova Zelândia (Recorded Music NZ)            | 44      |
| Portugal (AFP)                               | 35      |
| Países Baixos (Dutch Charts)                 | 50      |
| Reino Unido (UK Albums Chart)                | 22      |
| Suíça (Schweizer Hitparade)                  | 30      |
| País – Tabela musical (2021)                 | Posição |
| Espanha (PROMUSICAE)                         | 93      |
| Estados Unidos (Top Dance/Electronic Albums) | 2       |
| País – Tabela musical (2022)                 | Posição |
| Estados Unidos (Top Dance/Electronic Albums) | 6       |
| País – Tabela musical (2023)                 | Posição |
| Estados Unidos (Top Dance/Electronic Albums) | 19      |

| Região | Certificação | Vendas     |
| --- | ------------ | ---------- |
| Austrália (ARIA) | Ouro         | 35 000‡    |
| Áustria (IFPI Áustria) | Ouro         | 75 000‡    |
| Bélgica (BEA) | Ouro         | 10 000‡    |
| Canadá (Music Canada) | Platina      | 80 000‡    |
| Dinamarca (IFPI Dinamarca) | Ouro         | 10 000‡    |
| Espanha (PROMUSICAE) | Ouro         | 10 000‡    |
| Estados Unidos (RIAA) | Platina      | 1 000 000‡ |
| França (SNEP) | Platina      | 100 000‡   |
| Itália (FIMI) | Platina      | 50 000‡    |
| Nova Zelândia (RIANZ) | Platina      | 15 000‡    |
| Noruega (IFPI Noruega) | Ouro         | 10 000*    |
| Polônia (ZPAV) | Platina      | 20 000‡    |
| Reino Unido (BPI) | Ouro         | 100 000‡   |
| Suíça (IFPI Suíça) | Ouro         | 10 000‡    |
| *números de vendas baseados somente na certificação ^distribuições baseadas apenas na certificação ‡vendas+valores de streaming baseados somente na certificação |              |            |

## Históricos de lançamentos
| País   | Data               | Formato(s)                               | Versão        | Gravadora  | Ref.            |
| ------ | ------------------ | ---------------------------------------- | ------------- | ---------- | --------------- |
| Vários | 29 de maio de 2020 | Download digital streaming vinil cassete | Padrão        | Interscope | [ 210 ] [ 211 ] |
| Vários | 29 de maio de 2020 | CD                                       | Padrão deluxe | Interscope | [ 212 ] [ 213 ] |